# Украшенная тупайя
Украшенная тупайя, или борнейская тупайя (лат. Tupaia picta) — вид млекопитающих из семейства тупайевых. Обитает на острове Калимантан.

## Описание
Взрослая особь вырастает до 18,5 см, а хвост до 16,5 см. Цвет спины оливково-серый, с рыжим оттенком. На центре спины есть полоса которая распространяется от верха до крестца; голова, руки и ступни имеют оливковые места. Само тело тёмно-рыжее. Нижняя часть тела серо-жёлтая, подбородок и грудь жёлтые или оранжевые. Хвост густой, снизу каштаново-рыжий. Зубы не так сильно отличаются от зубов Tupaia ferruginea

## Питание
Питаются фруктами и насекомыми.

## Размножение
Беременность длится 50 дней. 3-4 детёныша рождаются голыми и слепыми. Они начинают выбираться из гнезда через месяц. Достигают половой зрелости в 4 месяца. Размножаются в возрасте год. Как такового периода размножения у них нет.

## Подвиды
2 подвида:
- Tupaia picta fuscior
- Tupaia picta picta